# Working Title Films
Working Title Films est une société de production de cinéma britannique qui a son siège à Londres. Fondée en 1983, elle devient une filiale de PolyGram Filmed Entertainment en 1991, puis d'Universal Studios depuis 1999.

## Historique
Alors que l'entreprise finançait jusque-là des clips ou des drames confidentiels, la production en 1992-1994 de Quatre mariages et un enterrement change la donne, inventant le succès des comédies romantiques britanniques qui s'enchaînent pendant une décennie. À la différence des comédies hollywoodiennes dominant jusque-là le marché en vendant des histoires de contes de fées comme Pretty Woman, ces « romcom made in UK » présentent des personnalités de célibataires dépassés, avec des histoires ordinaires et crédibles. Sorti en 2001, Le Journal de Bridget Jones en représente l'exemple le plus abouti. Par la suite, le genre s'essouffle, distancé par des comédies hollywoodiennes plus crues comme 40 ans, toujours puceau (2005).
Après le dernier succès que représente Love Actually (2003), Working Title Films délaisse en partie la production de comédies romantiques pour se tourner vers des blockbusters (Everest) ou des drames (Danish Girl). Elle revient à ce genre avec Bridget Jones Baby, en 2016.

## Prix
En février 2004, lors de la 57e cérémonie des British Academy Film Awards, les deux dirigeants de Working Title, Tim Bevan et Eric Fellner, reçoivent le prix de la meilleure contribution au cinéma britannique.

## Œuvres
Parmi les films produits par Working Title, on peut citer :
- Billy Elliot
- Elizabeth
- Barton Fink
- The Big Lebowski
- La Dernière Marche
- Braquage à l'italienne
- Fargo
- Pour un garçon
- Coup de foudre à Notting Hill
- Le Journal de Bridget Jones
- Love Actually
- Thirteen
- Ned Kelly
- Bridget Jones : L'Âge de raison
- O'Brother
- Bean
- Quatre mariages et un enterrement
- La Plus Belle Victoire
- Orgueil et Préjugés
- Nanny McPhee
- Johnny English
- Elizabeth : L'Âge d'or
- Reviens-moi
- Shaun of the Dead
- Les Vacances de Mr Bean
- Hot Fuzz
- Mise à prix
- Anna Karénine
- L'Interprète
- Burn After Reading
- Good Morning England
- Jeux de pouvoir
- A Serious Man
- Nanny McPhee et le Big Bang
- Thirteen
- Il était temps
- Johnny English, le retour
- Le Dernier Pub avant la fin du monde
- Les Misérables
- Frost/Nixon
- 40 jours et 40 nuits
- Paul
- Vol 93
- Rush
- Le Soliste
- Green Zone
- La Taupe
- Everest
- Danish Girl
- Legend
- Les Heures sombres
- Marie Stuart, reine d'Écosse
- Yesterday
- Cats
- Baby Driver
- Le Bonhomme de neige
- Johnny English contre-attaque
- Ave, César !
- Emma.
- Rebecca
- Radioactive
- Cyrano
- Last Night in Soho
- Bridget Jones Baby
- The Substance
- Drive-Away Dolls
- Blitz
- Bridget Jones : Folle de lui